# Bion de Abdera
Bion de Abdera (em grego:  Βίων ὁ Ἀβδηρίτης) foi um matemático grego  de Abdera, na Trácia, e um pupilo de Demócrito. Escreveu tanto no dialeto iônico quanto no ático, e foi o primeiro que disse que existiam algumas partes da Terra na qual a noite durava 6 meses, enquanto nos 6 meses restantes existiam dias ininterruptos.